# Saison 1978-1979 du Stade lavallois
Chronologie
Saison précédente Saison suivante
La saison 1978-1979 du Stade lavallois est la 77e saison de l'histoire du club. Les Mayennais sont engagés dans deux compétitions : la Division 1 (3e participation) et la Coupe de France.

## Résumé de la saison
Le Stade lavallois connait une saison très difficile. Dès la 11e minute du premier match, en juillet 1978, Jacky Rose, le gardien de but cède sa place à l'arrière Bernard Simondi à la suite d'une luxation du coude. Quelques instant plus tard, c'est Jean-Luc Arribart qui est victime d'une fracture du nez. Le 28 janvier 1979, Jacky Rose, pris en grippe par le public et touché moralement, obtient de l'entraineur de partir se refaire une santé dans la maison qu'il a acheté à La Bazouge-de-Chemeré. Il est remplacé par Jean-Pierre Tempet, engagé en novembre, et qui n'était pas parvenu à s'imposer au FC Nantes. Deux semaines plus tard, il est à son tour perturbé, ne connaissant que des défaites. L'équipe traverse alors des moments difficiles.
Fin psychologue, Michel Le Milinaire rappelle Jacky Rose le 16 février pour le derby contre le SCO d'Angers. Le gardien de but retrouve son équilibre. Le 2 mars, malgré une défaite contre Saint-Étienne par 3 à 0, l'équipe se classe 11e avec 25 points. Le cheminement de l'équipe en dents de scie ne lui permet pas de s'évader de la zone dangereuse. Les supporters craignent longtemps que l'équipe n'échappe pas aux trois dernières places. Les deux dernières journées sont contre Monaco et Nantes, il s'agit d'une mission impossible. Grâce à une extraordinaire débauche d'énergie et une fantastique solidarité, l'équipe arrache le point du maintien à Monaco.
Le Stade lavallois arrache son maintien avant la dernière journée en obtenant la 16e place. Le dernier match est marqué par les adieux de Raymond Keruzoré, et la défaite à domicile contre le FC Nantes par 5 à 0.

## Effectif et encadrement

### Transferts
| Nom                     | Nationalité | Poste     | Transfert | Provenance/Destination | Division                |
| ----------------------- | ----------- | --------- | --------- | ---------------------- | ----------------------- |
| Arrivées                |             |           |           |                        |                         |
| Jean-Pierre Tempet      | France      | Gardien   |           | RC Lens                | Division 1 (D1)         |
| Jean-Luc Arribart       | France      | Défenseur |           | Stade rennais FC       | Division 2 - B (D)      |
| Jean-Marc Miton         | France      | Défenseur |           | Stade briochin         | Division 3 - Ouest (D3) |
| Patrick Delamontagne    | France      | Milieu    |           | Stade rennais FC       | Division 2 - B (D)      |
| Abdelmajid Bourebbou    | Algérie     | Attaquant |           | FC Rouen               | Division 1 (D1)         |
| Christian Coste         | France      | Attaquant |           | Stade de Reims         | Division 1 (D1)         |
| Jean-Marc Giachetti     | France      | Attaquant |           | US Valenciennes Anzin  | Division 1 (D1)         |
| Départs                 |             |           |           |                        |                         |
| Lionel Lamy             | France      | Défenseur |           | Retraite sportive      | Retraite sportive       |
| César-Auguste Laraignée | Argentine   | Défenseur |           | Olympique avignonnais  | Division 2 - A (D2)     |
| Christian Roque         | France      | Défenseur |           | AJ Auxerre             | Division 2 - A (D2)     |
| Patrick Dréano          | France      | Milieu    |           | US Le Mans             | Division 3 - Ouest (D3) |
| Jean-Willy Laurendeau   | France      | Milieu    |           |                        |                         |
| Joaquim Martínez        | Argentine   | Attaquant |           | Olympique avignonnais  | Division 2 - A (D2)     |

| Nom               | Nationalité | Poste     | Transfert   | Provenance/Destination | Division        |
| ----------------- | ----------- | --------- | ----------- | ---------------------- | --------------- |
| Arrivées          |             |           |             |                        |                 |
| Régis Durand      | France      | Défenseur | (janvier)   | Stade de Reims         | Division 1 (D1) |
| Départs           |             |           |             |                        |                 |
| Souleymane Camara | Sénégal     | Attaquant | (octobre)   | Stade de Reims         | Division 1 (D1) |
| Ange Di Caro      | France      | Attaquant | (septembre) | Stade de Reims         | Division 1 (D1) |

## Matchs de la saison

### Division 1
| Date                       | Journée | Adversaire               | Lieu | Score | Buteurs du club                                                        | Class. | Affluence |
| -------------------------- | ------- | ------------------------ | ---- | ----- | ---------------------------------------------------------------------- | ------ | --------- |
| Mercredi 19 juillet 1978   | J01     | FC Nantes                | Ext. | 1 - 2 | Di Caro 81e                                                            |        | 15.937    |
| Mardi 25 juillet 1978      | J02     | RC Strasbourg            | Dom. | 2 - 2 | Di Caro 6e, Bourebbou 33e                                              |        | 9.326     |
| Vendredi 28 juillet 1978   | J03     | Stade de Reims           | Ext. | 1 - 1 | Di Caro 68e                                                            |        | 10.476    |
| Mercredi 2 août 1978       | J04     | FC Metz                  | Dom. | 0 - 1 | -                                                                      |        | 9.842     |
| Mardi 8 août 1978          | J05     | Lille OSC                | Ext. | 3 - 5 | Lechantre 15e, Coste 65e 86e                                           |        | 13.195    |
| Vendredi 18 août 1978      | J06     | Nîmes Olympique          | Dom. | 2 - 2 | Delamontagne 81e, Bourebbou 86e                                        |        | 7.517     |
| Mardi 22 août 1978         | J07     | Paris FC                 | Ext. | 2 - 2 | Lechantre 47e 65e                                                      |        | 7.217     |
| Vendredi 25 août 1978      | J08     | FC Girondins de Bordeaux | Dom. | 3 - 1 | Gauthier 20e, Bourebbou 53e, Delamontagne 70e                          |        | 10.131    |
| Mardi 5 septembre 1978     | J09     | OGC Nice                 | Ext. | 1 - 2 | Lechantre 31e                                                          |        | 5.931     |
| Vendredi 8 septembre 1978  | J10     | AS Saint-Étienne         | Dom. | 2 - 1 | Lechantre 30e, Bourebbou 34e                                           |        | 17.534    |
| Mardi 19 septembre 1978    | J11     | Angers SCO               | Ext. | 1 - 1 | Lechantre 51e                                                          |        | 12.353    |
| Vendredi 22 septembre 1978 | J12     | FC Sochaux-Montbéliard   | Dom. | 1 - 1 | Lechantre 67e                                                          |        | 8.713     |
| Mercredi 30 septembre 1978 | J13     | SEC Bastia               | Ext. | 2 - 2 | Lechantre 55e, Sagna 82e                                               |        | 2.664     |
| Mercredi 11 octobre 1978   | J14     | Olympique de Marseille   | Dom. | 2 - 1 | Sagna 17e, Delamontagne 71e                                            |        | 10.126    |
| Samedi 14 octobre 1978     | J15     | US Valenciennes-Anzin    | Ext. | 1 - 1 | Giachetti 21e                                                          |        | 5.187     |
| Samedi 21 octobre 1978     | J16     | AS Nancy-Lorraine        | Dom. | 1 - 4 | Keruzoré 75e                                                           |        | 9.087     |
| Vendredi 27 octobre 1978   | J17     | Paris Saint-Germain FC   | Ext. | 2 - 1 | Lechantre 72e, Giachetti 82e                                           |        | 13.632    |
| Samedi 4 novembre 1978     | J18     | Olympique lyonnais       | Dom. | 3 - 1 | Giachetti 69e, Lechantre 69e, Delamontagne 88e                         |        | 9.909     |
| Mardi 14 novembre 1978     | J19     | AS Monaco FC             | Dom. | 0 - 3 | -                                                                      |        | 9.899     |
| Vendredi 17 novembre 1978  | J20     | RC Strasbourg            | Ext. | 1 - 1 | Keruzoré 82e                                                           |        | 15.015    |
| Samedi 25 novembre 1978    | J21     | Stade de Reims           | Dom. | 1 - 0 | Keruzoré 17e                                                           |        | 6.062     |
| Samedi 2 décembre 1978     | J22     | FC Metz                  | Ext. | 1 - 5 | Delamontagne 64e                                                       |        | 8.772     |
| Samedi 9 décembre 1978     | J23     | Lille OSC                | Dom. | 3 - 3 | Denneulin 20e (csc), Keruzoré 66e 86e                                  |        | 5.716     |
| Samedi 16 décembre 1978    | J24     | Nîmes Olympique          | Ext. | 0 - 4 | -                                                                      |        | 5.875     |
| Samedi 27 janvier 1979     | J25     | Paris FC                 | Dom. | 5 - 1 | Coste 14e, Delamontagne 58e, Pérais 65e, · Keruzoré 65e, Bourebbou 88e |        | 5.045     |
| Samedi 3 février 1979      | J26     | FC Girondins de Bordeaux | Ext. | 1 - 1 | Delamontagne 20e                                                       |        | 7.202     |
| Samedi 17 février 1979     | J27     | OGC Nice                 | Dom. | 1 - 2 | Lechantre 90e                                                          |        | 5.197     |
| Vendredi 2 mars 1979       | J28     | AS Saint-Étienne         | Ext. | 0 - 3 | -                                                                      |        | 12.913    |
| Vendredi 16 mars 1979      | J29     | Angers SCO               | Dom. | 1 - 2 | Delamontagne 28e                                                       |        | 8.709     |
| Mercredi 28 mars 1979      | J30     | FC Sochaux-Montbéliard   | Ext. | 1 - 2 | Keruzoré 75e                                                           |        | 2.075     |
| Samedi 7 avril 1979        | J31     | SEC Bastia               | Dom. | 0 - 1 | -                                                                      |        | 6.597     |
| Vendredi 20 avril 1979     | J32     | Olympique de Marseille   | Ext. | 0 - 0 | -                                                                      |        | 8.195     |
| Vendredi 27 avril 1979     | J33     | US Valenciennes-Anzin    | Dom. | 1 - 1 | Lechantre 67e                                                          |        | 6.357     |
| Samedi 5 mai 1979          | J34     | AS Nancy-Lorraine        | Ext. | 3 - 2 | Sagna 22e, Delamontagne 39e, Bourebbou 63e                             |        | 6.621     |
| Vendredi 18 mai 1979       | J35     | Paris Saint-Germain FC   | Dom. | 2 - 3 | Delamontagne 88e, Coste 90e                                            |        | 7.099     |
| Vendredi 25 mai 1979       | J36     | Olympique lyonnais       | Ext. | 0 - 1 | -                                                                      |        | 5.733     |
| Mardi 29 mai 1979          | J37     | AS Monaco FC             | Ext. | 2 - 2 | Le Roy 12e, Delamontagne 73e                                           |        | 1.360     |
| Vendredi 1er juin 1979     | J38     | FC Nantes                | Dom. | 0 - 5 | -                                                                      |        | 11.300    |

| Rang | Équipe                   | Pts | J  | G  | N  | P  | Bp | Bc | Diff |
| ---- | ------------------------ | --- | -- | -- | -- | -- | -- | -- | ---- |
| 1    | RC Strasbourg            | 56  | 38 | 22 | 12 | 4  | 68 | 28 | +40  |
| 2    | FC Nantes C              | 54  | 38 | 23 | 8  | 7  | 85 | 33 | +52  |
| 3    | AS Saint-Étienne         | 54  | 38 | 24 | 6  | 8  | 77 | 34 | +43  |
| 4    | AS Monaco FC T           | 44  | 38 | 18 | 8  | 12 | 70 | 51 | +19  |
| 5    | FC Metz                  | 44  | 38 | 19 | 6  | 13 | 61 | 56 | +5   |
| 6    | Lille OSC P              | 40  | 38 | 11 | 18 | 9  | 67 | 62 | +5   |
| 7    | Olympique lyonnais       | 40  | 38 | 15 | 10 | 13 | 53 | 56 | -3   |
| 8    | Nîmes Olympique          | 39  | 38 | 15 | 9  | 14 | 61 | 50 | +11  |
| 9    | FC Sochaux-Montbéliard   | 39  | 38 | 15 | 9  | 14 | 63 | 53 | +10  |
| 10   | FC Girondins de Bordeaux | 39  | 38 | 12 | 15 | 11 | 45 | 42 | +3   |
| 11   | AS Nancy-Lorraine        | 38  | 38 | 15 | 8  | 15 | 77 | 61 | +16  |
| 12   | Olympique de Marseille   | 37  | 38 | 12 | 13 | 13 | 50 | 55 | -5   |
| 13   | Paris-Saint-Germain FC   | 36  | 38 | 14 | 8  | 16 | 59 | 66 | -7   |
| 14   | SEC Bastia               | 35  | 38 | 13 | 9  | 16 | 53 | 65 | -12  |
| 15   | OGC Nice                 | 32  | 38 | 11 | 10 | 17 | 58 | 75 | -17  |
| 16   | Stade lavallois          | 30  | 38 | 8  | 14 | 16 | 53 | 73 | -20  |
| 17   | Angers SCO P             | 30  | 38 | 8  | 14 | 16 | 37 | 68 | -31  |
| 18   | US Valenciennes-Anzin    | 28  | 38 | 9  | 10 | 19 | 36 | 65 | -29  |
| 19   | Paris FC P               | 28  | 38 | 9  | 10 | 19 | 42 | 77 | -35  |
| 20   | Stade de Reims           | 17  | 38 | 3  | 11 | 24 | 26 | 71 | -45  |

Qualifications européennes
- Qualifié pour la C1
- Qualifié pour la C2
- Qualifié pour la C3

Relégations
- Barrage de relégation en Division 2
- Relégation en Division 2

Abréviations
- T : Tenant du titre
- C : Vainqueur de la Coupe de France 1978-79
- P : Promus de Division 2

### Coupe de France
| Date                   | Tour            | Adversaire | Niveau  | Lieu   | Score | Buteurs du club               | Affluence |
| ---------------------- | --------------- | ---------- | ------- | ------ | ----- | ----------------------------- | --------- |
| Samedi 10 février 1979 | 1/32e de finale | RC Lens    | D1 (D1) | Neutre | 2 - 3 | Lechantre 6e, Delamontagne 6e | 10.192    |

## Statistiques

### Statistiques collectives
| Compétition     | Débute au tour  | Termine         | Matches joués | Gagnés | Nuls | Perdus | Buts pour | Buts contre | Différence |
| --------------- | --------------- | --------------- | ------------- | ------ | ---- | ------ | --------- | ----------- | ---------- |
| Division 1      | -               | 16e             | 38            | 8      | 14   | 16     | 53        | 73          | -20        |
| Coupe de France | 1/32e de finale | 1/32e de finale | 1             | 0      | 0    | 1      | 2         | 3           | -1         |
| Total           | -               | -               | 39            | 8      | 14   | 17     | 55        | 76          | -21        |

### Buteurs
| N° | Pos. | Nat. | Nom                  | Division 1 | Coupe de France | Total |
| -- | ---- | ---- | -------------------- | ---------- | --------------- | ----- |
|    | A    |      | Pierre Lechantre     | 12         | 1               | 13    |
|    | M    |      | Patrick Delamontagne | 11         | 1               | 12    |
|    | M    |      | Raymond Keruzoré     | 7          | -               | 7     |
|    | A    |      | Abdelmajid Bourebbou | 6          | -               | 6     |
|    | A    |      | Christian Coste      | 4          | -               | 4     |
|    | A    |      | Ange Di Caro         | 3          | -               | 3     |
|    | A    |      | Jean-Marc Giachetti  | 3          | -               | 3     |
|    | M    |      | Christophe Sagna     | 3          | -               | 3     |
|    | D    |      | Hervé Gauthier       | 1          | -               | 1     |
|    | M    |      | Claude Le Roy        | 1          | -               | 1     |
|    | D    |      | Jacques Pérais       | 1          | -               | 1     |
|    |      |      | csc                  | 1          | -               | 1     |
|    |      |      | Total                | 53         | 2               | 55    |

## Affluences
L'affluence à domicile du Stade lavallois atteint un total de 164 166 spectateurs en 19 rencontres de Division 1, soit une moyenne de 8 640/match.
Affluence du Stade lavallois à domicile